# Pięciobój nowoczesny na Igrzyskach Azjatyckich 2018
Pięciobój nowoczesny na Igrzyskach Azjatyckich 2018 – jedna z dyscyplin rozgrywana podczas igrzysk azjatyckich w Dżakarcie i Palembangu. Zawody odbyły się w dniach 31 sierpnia – 1 września w APM Equestrian Center. Do rywalizacji w dwóch konkurencjach przystąpiło 29 zawodników z 8 państw.

## Uczestnicy
W zawodach wzięło udział 29 zawodników z 8 państw.
| Reprezentacja    | Liczba zawodników |
| ---------------- | ----------------- |
| Chiny            | 4                 |
| Indonezja        | 4                 |
| Japonia          | 4                 |
| Kazachstan       | 4                 |
| Kirgistan        | 4                 |
| Korea Południowa | 4                 |
| Mongolia         | 1                 |
| Tajlandia        | 4                 |
| 8 reprezentacji  | 29                |

## Medaliści
| Konkurencja                  | Złoto         | Srebro     | Brąz        |       |
| ---------------------------- | ------------- | ---------- | ----------- | ----- |
| Zawody indywidualne mężczyzn | Jun Woong-tae | Lee Ji-hun | Luo Shuai   | [ 3 ] |
| Zawody indywidualne kobiet   | Zhang Mingyu  | Kim Se-hee | Kim Sun-woo | [ 4 ] |

## Tabela medalowa
| Pozycja | Reprezentacja    | Złoto | Srebro | Brąz | Razem |
| ------- | ---------------- | ----- | ------ | ---- | ----- |
| 1.      | Korea Południowa | 1     | 2      | 1    | 4     |
| 2.      | Chiny            | 1     | 0      | 1    | 2     |
| Razem   | Razem            | 2     | 2      | 2    | 6     |